# Phyllonorycter quercifoliella

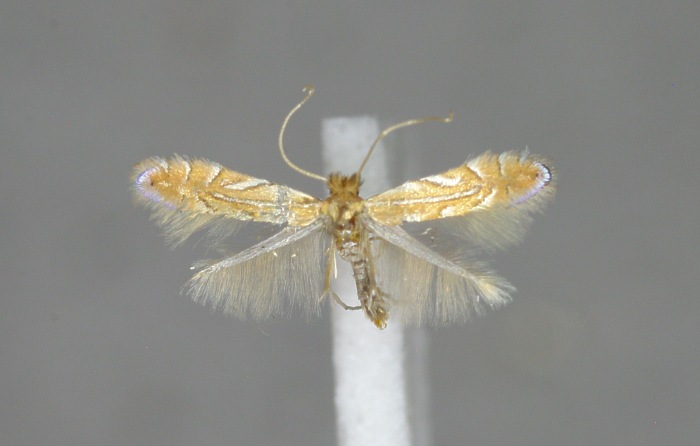
Präparat mit gespreizten Flügeln

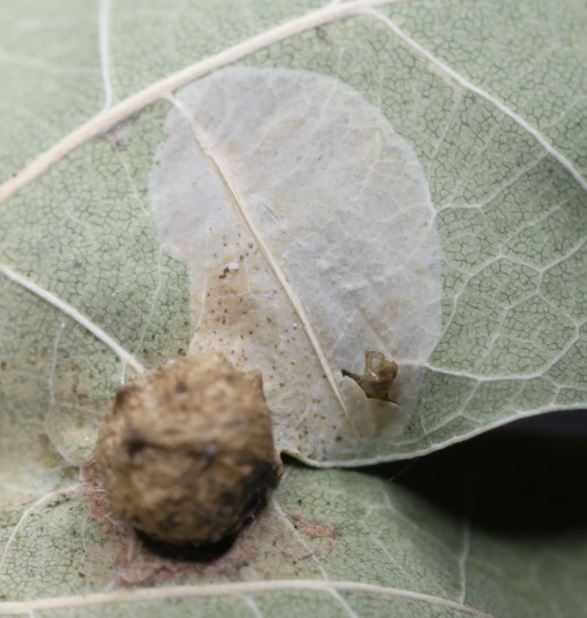
Platzmine auf der Blattunterseite einer Stieleiche

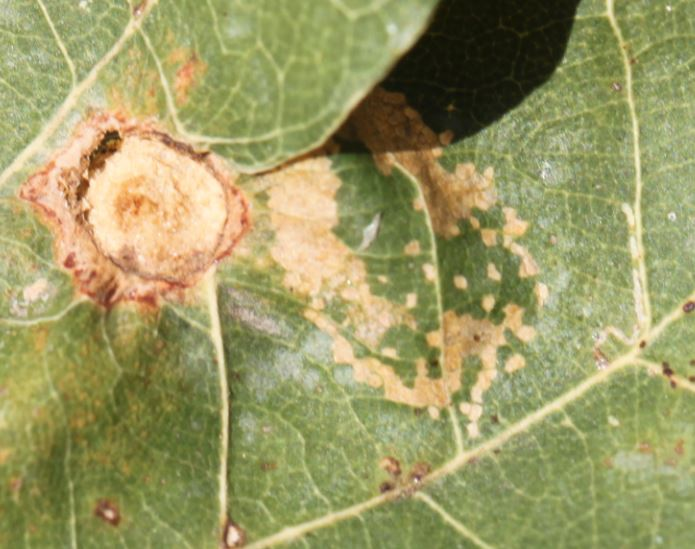
Platzmine von der Blattoberseite aus gesehen

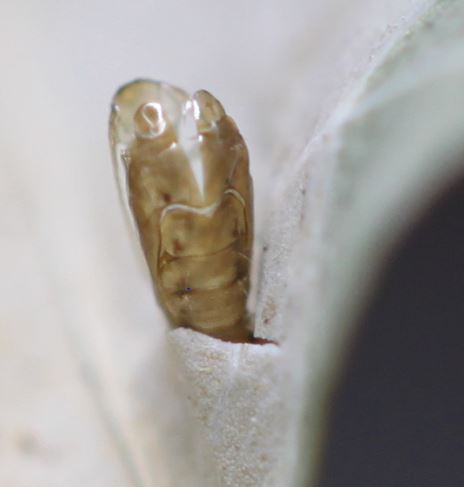
Geöffnete Puppe ragt aus der Platzmine heraus

Phyllonorycter quercifoliella ist ein Schmetterling aus der Familie der Miniermotten (Gracillariidae).

## Merkmale
Die Falter zählen zu den Kleinschmetterlingen und erreichen eine Flügelspannweite von 7–9 mm. Die Vorderflügel der Falter besitzen ein weiß-braun gestreiftes Muster. Die weißen Streifen sind auf einer Seite grau berandet. Ein charakteristisches Längsband verläuft von der Basis mittig über mehr als die halbe Flügellänge.

## Verbreitung
Phyllonorycter quercifoliella kommt in der westlichen Paläarktis vor. In Europa ist die Art weit verbreitet. Sie fehlt lediglich auf mehreren Mittelmeerinseln. Außerdem ist die Art in Nordafrika und im Nahen Osten vertreten.

## Lebensweise
Phyllonorycter quercifoliella bildet zwei Generationen pro Jahr. Die Falter beobachtet man gewöhnlich im April und Mai sowie im Spätsommer in den Monaten August und September. Wirtspflanzen der Mottenart bilden verschiedene Eichen (Quercus), darunter die Stieleiche (Quercus robur) und die Traubeneiche (Quercus petraea). Die Raupen entwickeln sich in einer Platzmine auf der Blattunterseite ihrer Wirtspflanzen. Die silbrig-weiß glänzende Mine ist ovalförmig und etwa 12 mm lang. Die Raupe verpuppt sich in der Mine. Die Art überwintert als Puppe.

## Taxonomie
In der Literatur finden sich folgende Synonyme:
- Lithocolletis quercifoliella Zeller, 1839